# 津田駒工業
津田駒工業株式会社（つだこまこうぎょう）は、石川県金沢市に本社を置く日本の繊維機械、工作機械用アタッチメントの専門メーカーである。

## 概要
石川県で津田米次郎が日本初の津田式力織機を開発。津田米次郎とともに東京に出て織機づくりをしていた従弟の子の津田駒次郎が金沢に戻って「津田駒次郎工業」として創立した。
国内の織機でトップシェアであり、ジェット・ルーム（高速自動織機）の生産では、世界トップシェアを占める。

## 沿革
- 1909年 - 3月、金沢市茨木町（現在の金沢中警察署西側の地域）において津田駒次郎が個人経営のもとに絹・人絹織機の製造を開始。
- 1937年 - インデックス（円テーブル）の開発始まる（工作用機器事業開始）。
- 1939年 - 津田駒工業株式会社に改組。
- 1962年 - 現社名に変更。
- 1961年 - 東京証券取引所、大阪証券取引所各2部上場。
- 1964年 - 技術センター建設。
- 1968年 - 東京証券取引所、大阪証券取引所各1部上場。
- 1977年 - エアジェットルーム、ウォータジェットルーム生産開始。
- 1983年 - ジェットルーム月産400台体制へ。
- 1985年 - 新本社ビル竣工。
- 1988年 - ジェットルーム生産50,000台達成。
- 1990年 - ジェットルーム月産1,000台体制へ。
- 1993年 - ジェットルーム生産100,000台達成。
- 1999年 - 創業90周年。
- 2004年 - 大阪証券取引所上場廃止。
- 2006年 - ジェットルーム生産200,000台達成。
- 2008年 - 豊田自動織機と業務提携し、共同出資会社T-Tech Japanを設立。[4]　複合素材の加工設備機械の販売開始。[5]

## 事業所所在地
- 本社・金沢工場 - 〒921-8650 金沢市野町五丁目18番18号
- 松任工場 - 〒924-0016 白山市宮永市町500番
- 野々市工場 - 〒921-8529 野々市市栗田五丁目100番地

## 関連会社
太字は連結子会社であることを表す。
国内
- 共和電気工業株式会社
- ツダコマ・ゼネラル・サービス株式会社
- 株式会社T-Tech Japan
- ツダコマテクノサポート株式会社
- ふぁみーゆツダコマ株式会社

海外
- 津田駒機械設備有限公司（中国・上海市）
- 津田駒機械製造有限公司（中国・常熟市）
- 経緯津田駒紡織機械有限公司（中国・咸陽市） - 持分法適用会社
- TSUDAKOMA SERVICE INDIA PRIVATE LIMITED（インド）